# Justizvollzugsanstalt Kiel

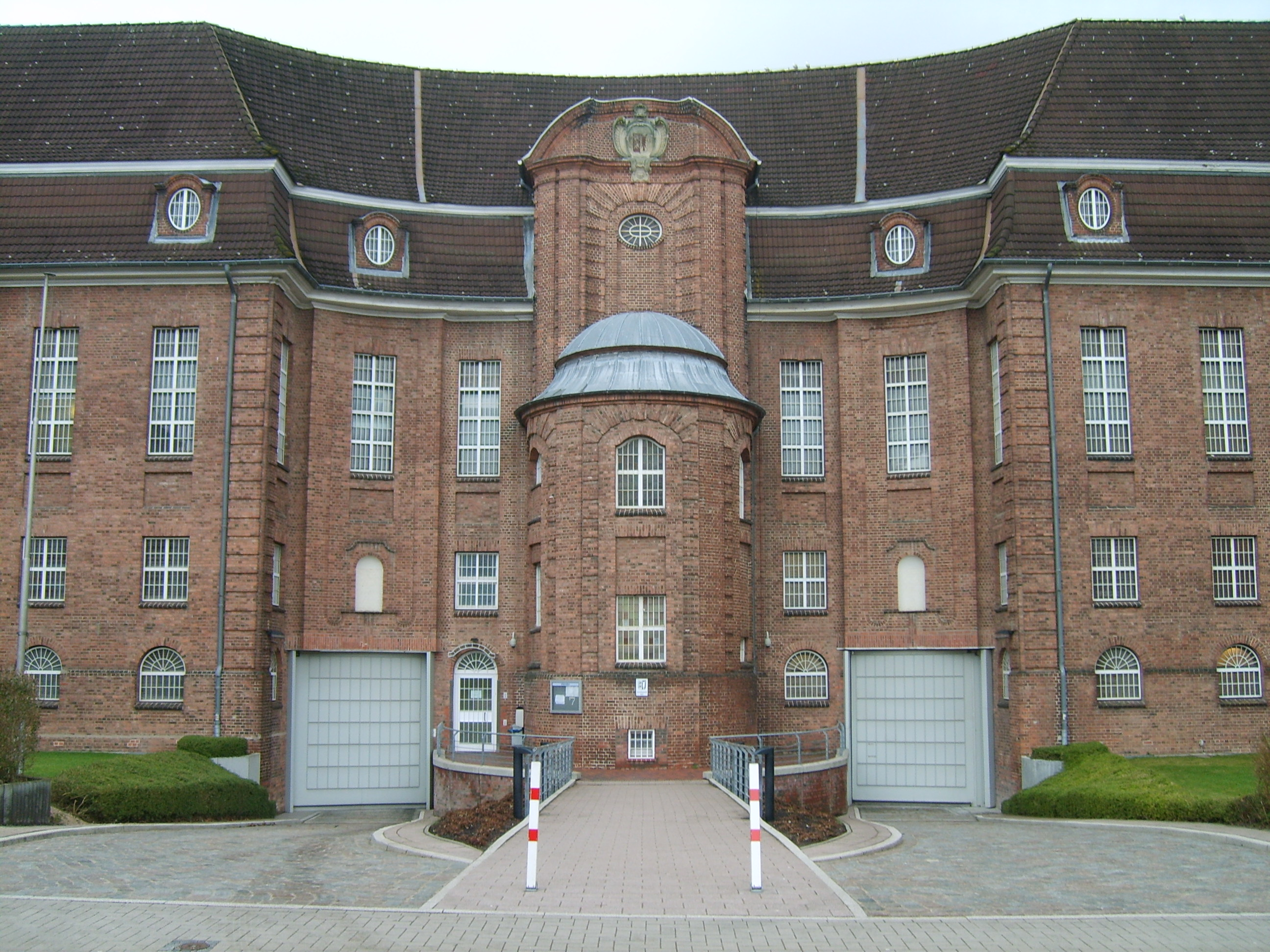
Justizvollzugsanstalt Kiel

Die Justizvollzugsanstalt Kiel in Kiel ist die drittgrößte JVA in Schleswig-Holstein.
Sie stellt 268 Haftplätze für den Regelvollzug bis zu drei Jahren Haftdauer zur Verfügung. Angeschlossen war die Abschiebungshafteinrichtung (AHE) in Rendsburg mit 56 Plätzen, die zum 1. November 2014 geschlossen wurde.

## Gebäude
Die JVA bildet mit dem Landgericht Kiel einen Gebäudekomplex. Das Gebäude nahe der Kieler Innenstadt wurde von 1914 bis 1918 errichtet. In der fünfgeschossigen Anstalt sind die Zellen- und Werkstattbereiche um vier Innenhöfe angeordnet. Der westlich des Gebäudes gelegene Freistundenhof ist im Norden von einer Sporthalle und an den zwei übrigen Seiten von einer Außenmauer umgeben.